# Gartenschere

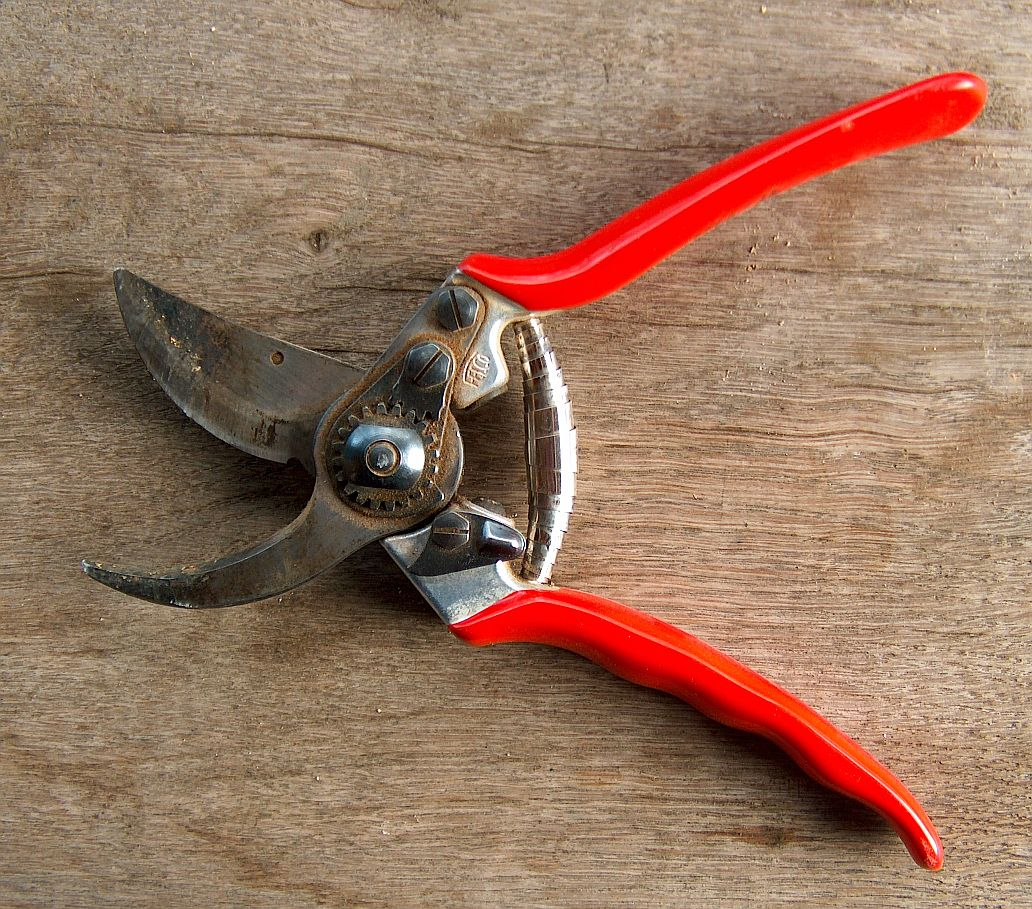
Rosenschere mit Feder, Feststeller und Drahtkerbe

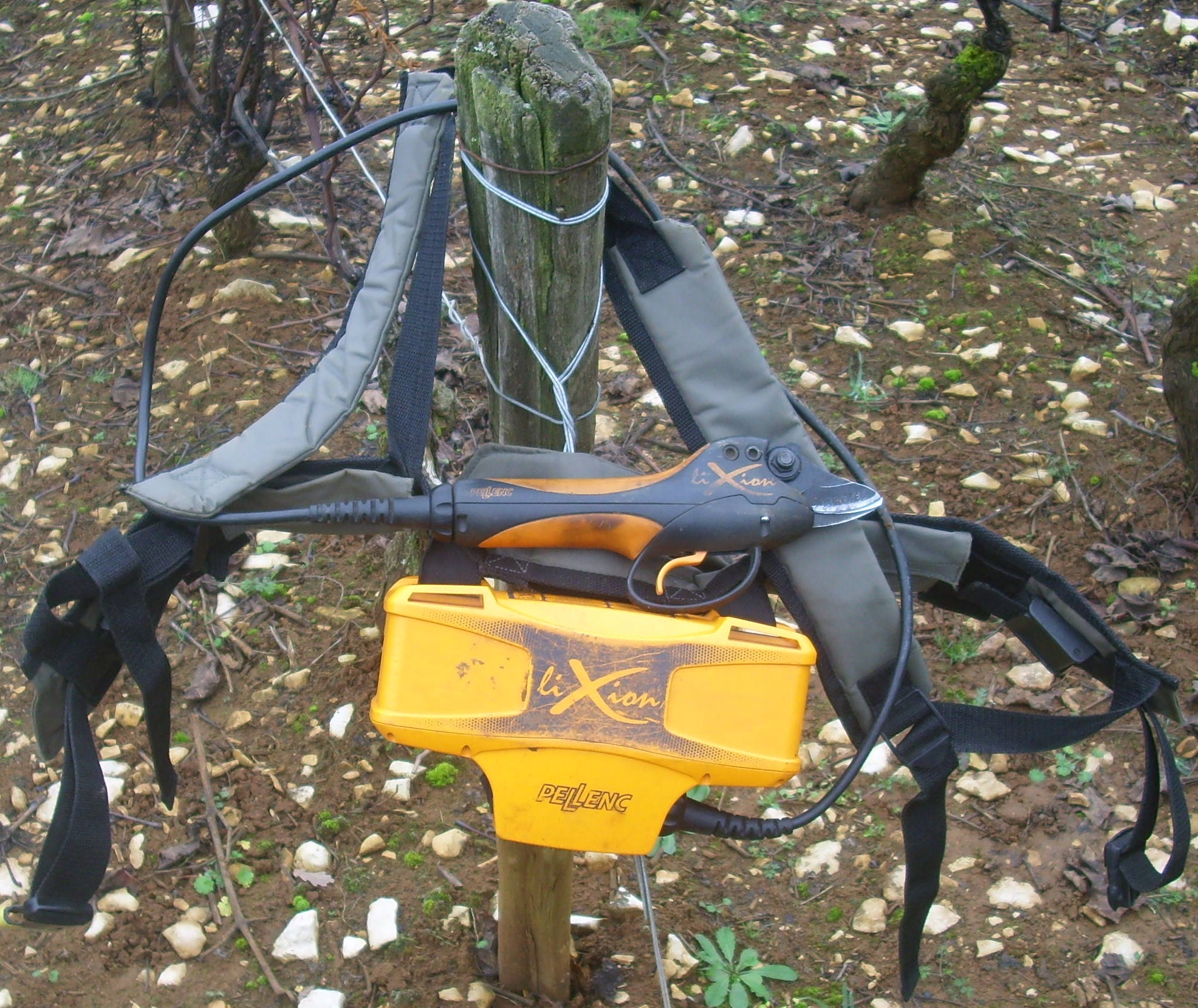
Elektrische Rebschere

Eine Rosenschere, Rebschere oder auch Gartenschere, bzw. in der Forstwirtschaft auch Astungsschere genannt, eignet sich insbesondere zum Schneiden dünner Äste und Triebe. Sie wird bei Rosengewächsen, Weinreben, im Obst- und Gartenbau und ähnlichen Bereichen verwendet.

## Geschichte
Die erste moderne Garten- bzw. Rosenschere ist aus dem Jahr 1819 bekannt. In dem französischen Gärtnerhandbuch Bon Jardinier wird der französische Adelige Antoine-François Bertrand de Molleville als Erfinder benannt. Um das Jahr 1850 kamen die Gartenscheren dann, bedingt durch den Weinbau, nach Deutschland.

## Schnittprinzip
Bei Gartenscheren wird nach zwei Haupt-Schnittprinzipien unterschieden: Amboss und Bypass. Bei der Amboss-Schnittmethode trifft die Klinge auf eine plane Fläche, ähnlich dem Prinzip von Amboss und Hammer. Der Gegenstand wird ausschließlich von der auftreffenden Klinge zerschnitten. Dadurch können leicht Quetschungen an den Ästen entstehen.
Allerdings lassen sich durch diese Methode dickere Äste mit etwas geringerem Kraftaufwand zerschneiden. Das ist ein Vorteil für den Baumschnitt oder bei schnell repetierenden Arbeiten.
Ein anderes Prinzip wird bei der Bypass-Methode verwendet. Hier laufen zwei Klingen aneinander vorbei und zerschneiden den Ast so von beiden Seiten. Dadurch entstehen weniger Quetschungen und der Ast bleibt unverletzt.

## Ausstattung
Rosenscheren haben in guter Bauweise gehärtete Stahlklingen, mitunter mit einer Antihaftbeschichtung, rutschfeste Griffe und einen Feststeller, mit dem die sich selbst öffnende Schere im geschlossenen Zustand arretiert werden kann. Nahe dem Drehpunkt findet sich an der Klingen-Oberklinge häufig eine Kerbe zum Drahtschneiden.

## Weiterentwicklung
Neben der normalen Rebschere gibt es auch pneumatische und elektrische Ausführungen, bei denen der Kraftaufwand geringer ist. Weiterhin werden bei Gartenscheren für Linkshänder Schneiden und Griffe angepasst.
Präsentierscheren fixieren mittels einer Klemmbacke das abgeschnittene Stück.